# Spotify
Spotify is een Zweedse audiostreamingdienst opgericht in 2006 door Daniel Ek en Martin Lorentzon. Het is de grootste muziekstreamingdienst ter wereld, met maandelijks meer dan 433 miljoen actieve gebruikers. Spotify valt onder het in Luxemburg gevestigde Spotify Technology S.A. Het hoofdkantoor bevindt zich in Stockholm. Spotify is vanaf juli 2022 hoofdsponsor en partner van de Catalaanse voetbalclub FC Barcelona.
Spotify biedt opgenomen muziek en podcasts met digitale licentie van platenlabels en mediabedrijven, waaronder meer dan 82 miljoen nummers. Als freemium-service is de basisfunctionaliteit gratis met advertenties en beperkte bedieningselementen, terwijl extra functies zoals offline luisteren en luisteren zonder advertenties beschikbaar zijn via betaalde abonnementen. Spotify is momenteel beschikbaar in meer dan 180 landen sinds oktober 2021. Gebruikers kunnen muziek zoeken op artiest, album of genre en afspeellijsten maken, bewerken en delen.

## Geschiedenis
Spotify is in april 2006 door Daniel Ek en Martin Lorentzon opgericht. De naam Spotify is ontstaan uit de twee woorden spot en identify. Hiermee wil het bedrijf zeggen dat je een nummer dat je allang vergeten was, spot, identificeert. Dan kun je weer van dat ene nummer genieten. Hun motto toen ze begonnen was dat iedereen straks alle nummers kan beluisteren. Het bedrijf heeft ruim 9000 werknemers. Sinds 2009 is er een applicatie voor smartphones beschikbaar. De applicatie is sinds 18 mei 2010 in Nederland beschikbaar en sinds 16 november 2011 ook in België.
Binnen de Spotify-software was het mogelijk om diverse apps te installeren, die services konden bieden aan de luisteraar. Per 31 december 2014 is die mogelijkheid echter beëindigd.
Op 3 april 2018 kregen de aandelen van Spotify Technology S.A. via een direct listing een beursnotering op de New York Stock Exchange. De eerste koers was 165,90 Amerikaanse dollar, waarmee het bedrijf een totale marktwaarde had van bijna 30 miljard dollar. Spotify nam in 2019 Gimlet Media en Anchor over. De overname van Gimlet, de uitgever van een reeks podcasts, kostte zo'n 230 miljoen dollar. Via het platform Anchor konden podcastmakers hun producties makkelijk bewerken en verspreiden. Bij de overname sprak Spotify de verwachting uit dat in de toekomst meer dan 20 procent van waar naar geluisterd wordt bestaat uit andere content dan muziek.
Op 4 maart 2024 kreeg Apple een boete à 1,8 miljard euro van de Europese Commissie, vanwege misbruik van macht in de appwinkel voor iPhones en iPads. De klacht was ingediend door Spotify. Apple zou in beroep gaan. 

## Abonnementen
Spotify biedt vijf soorten abonnementen aan.
- Spotify Free is vrijblijvend en gratis. Bij deze versie zitten wel reclameonderbrekingen en bij de mobiele app is de luisteraar tevens verplicht de muziek af te spelen terwijl de 'shuffle'-mode aan staat.
- Spotify Premium biedt betere geluidskwaliteit, geen reclameonderbrekingen, de mogelijkheid om mobiel te luisteren zónder de shuffle-mode en de optie om muziek offline te beluisteren. De dienst is maandelijks opzegbaar.
- Spotify Student
- Spotify Family is een familie-abonnement waarmee 6 gebruikers, die wonen op hetzelfde adres, kunnen gebruikmaken van Spotify Premium. Enkel de hoofdgebruiker betaalt abonnementsgeld. Deze dienst is net als Spotify Premium en Spotify Duo maandelijks opzegbaar.
- Spotify Duo is een abonnement voor maximaal 2 gebruikers, die wonen op hetzelfde adres, kunnen gebruikmaken van Spotify Premium. Deze dienst is maandelijks opzegbaar.

| Abonnement      | Reclamevrij | Luistertijd | Mobiel  | HD-audio | Luister offline | Aantal gebruikers |
| --------------- | ----------- | ----------- | ------- | -------- | --------------- | ----------------- |
| Spotify Free    | Nee         | Onbeperkt   | Shuffle | Nee      | Nee             | 1                 |
| Spotify Premium | Ja          | Onbeperkt   | Ja      | Ja       | Ja              | 1                 |
| Spotify Student | Ja          | Onbeperkt   | Ja      | Ja       | Ja              | 1                 |
| Spotify Family  | Ja          | Onbeperkt   | Ja      | Ja       | Ja              | Maximaal 6        |
| Spotify Duo     | Ja          | Onbeperkt   | Ja      | Ja       | Ja              | Maximaal 2        |

Daarnaast is het mogelijk om gift-cards in de winkel te kopen. Deze kunnen worden ingeruild voor een regulier Spotify Premium-abonnement, niet voor Spotify Family. Met gift cards konden aanvankelijk ook muziekdownloads gekocht worden. Dit is echter niet meer mogelijk. Spotify biedt ook via de website e-cards aan en deze kunnen alleen worden ingeruild voor een Spotify Premium-abonnement.

## Software

### Functies
Voor het gebruik van Spotify kan men de Spotify-muziekspeler downloaden. Vanuit dat programma krijgt de gebruiker toegang tot de bibliotheek van Spotify gestreamed. Een premium-gebruiker kan de muziek ook downloaden om die offline te kunnen afspelen. De gedownloade muziek blijft echter alleen beschikbaar via Spotify. Als het abonnement vervalt, is er geen toegang meer tot de gedownloade muziek.
De gebruiker kan tevens afspeellijsten aanmaken, zoals eerder toegepast in mediaspelers als iTunes, Winamp en Windows Media Player. Die kan deze afspeellijsten zowel privé als openbaar publiceren. Andere leden kunnen een afspeellijst volgen en de gebruiker kan ze ook uitnodigen om mee te werken aan het cureren van een playlist. Daarnaast is er een zoekfunctie om door het muziekarchief te bladeren op basis van artiest, album of nummer. Tevens biedt Spotify een hoofdpagina dat afspeellijsten, singles en albums voorstelt aan de hand van het luistergedrag.
Spotify legt geen beperkingen op het aantal verbonden clients per account. Het legt wel beperkingen op de muziekstream: een account kan slechts één stream tegelijk hebben. De muziek zal afspelen op een van de verbonden apparaten. Met de app kan de gebruiker kiezen op welk van de verbonden apparaten er afgespeeld moet worden.

Het logo van Spotify Wrapped 2020

In 2015 begon Spotify met Year in Music, wat vanaf 2016 Spotify Wrapped genoemd werd. In 2019 werd het toegevoegd aan de app. Met die functie krijgen gebruikers aan het eind van ieder jaar een overzicht van de artiesten, nummers en podcasts waarnaar zij het vaakst luisterden en hoe veel minuten zij luisterden tussen januari en oktober van dat jaar. In 2021 begon Spotify ook met videoboodschappen van artiesten aan hun luisteraars als onderdeel van Spotify Wrapped. Tegelijkertijd wordt bekendgemaakt naar welke artiesten en nummers er in het jaar wereldwijd en nationaal het meest geluisterd werd.

### Algoritme
Spotify beschikt over een algoritme om muziek voor te stellen. Dit algoritme maakt gebruik van een aanbevelingssysteem aangestuurd door kunstmatige intelligentie om onder andere gepersonaliseerde afspeellijsten aan te maken en de gebruiker nieuwe releases of te ontdekken artiesten voor te stellen. Het algoritme wordt ook gebruikt om automatisch gepersonaliseerde afspeellijsten aan te maken.

### Platformen
Spotify is beschikbaar op volgende platformen:
- Windows (7 of hoger)
- MacOS (OS X 10.13 of hoger)
- Linux (met behulp van w:en:Snap (software))
- Webbrowsers (Chrome, Firefox, Edge, Opera & Safari)
- Android (5.0 of hoger)
- iOS (iOS 14 of hoger)
- Playstation (vanaf PlayStation 4)
- Xbox (vanaf Xbox One)
- Nvidia Shield
- Smart speakers met Google Home, Alexa en Sonos
- Andere toestellen met ondersteuning voor Spotify Connect

## Kritiek

### Lage uitbetalingen artiesten
In 2013 onthulde Spotify dat het artiesten 0,007 dollar betaalt per stream (als die minstens 30 seconden beluisterd is). 70 procent van de inkomsten wordt betaald aan auteursrechten. Door het verdienmodel van Spotify verdienen de platenmaatschappijen wel geld, maar wordt dit niet direct aan de artiesten betaald. Om die reden hebben in verscheidene landen organisaties die intellectuele eigendomsrechten behartigen, besloten geen afspraken met Spotify meer te maken. Ook een aantal artiesten heeft beslist om een tijd hun muziek van Spotify te verwijderen. Onder anderen Taylor Swift, Prince, Thom Yorke en Neil Young hadden deze maatregel tijdelijk getroffen om het bedrijf te verplichten meer te betalen voor het streamen van hun muziek. Taylor Swift is daarna op dat besluit teruggekomen en inmiddels zijn de vier genoemde artiesten terug op Spotify te vinden.

### Joe Rogan
In februari 2022 heeft Spotify tientallen afleveringen van de podcast The Joe Rogan Experience verwijderd. Deze actie houdt mogelijk verband met het verspreiden van desinformatie over het coronavirus in deze podcast. Eerder hadden Neil Young en Joni Mitchell geëist dat hun muziek van het streamingsplatform zou worden verwijderd omdat zij niet geassocieerd willen worden met de uitspraken van Rogan.